# تيرينس هيو
تيرينس هيو (بالإنجليزية: Terence Vaughan)‏ هو موزع وعازف بيانو وملحن نيوزلندي، ولد في 26 مايو 1915، وتوفي في 26 أبريل 1996.